# Џон Вик 2
Џон Вик 2 (енгл. John Wick: Chapter 2) је амерички неоноар акциони трилер филм из 2017. године редитеља Чада Стахелскија а по сценарију Дерека Колстада. Продуценти филма су Базил Иваник и Ерика Ли. Музику су компоновали Тајлер Бејтс и Џоел Ричард. Наставак је филма Џон Вик из 2014. године.
Глумачку екипу чине Кијану Ривс, Комон, Лоренс Фишберн, Рикардо Скамарсио, Руби Роуз, Џон Легвизамо и Ијан Макшејн. Светска премијера је била одржана 10. фебруара 2017. у Сједињеним Америчким Државама.
Буџет филма је износио 40 000 000 долара, а зарада од филма је 171 500 000 $.

## Радња
Четири дана након догађаја из првог дела, бивши плаћени убица Џон Вик проналази свог украденог Форда Мустанга из 1969. у радионици за преправку бројева на шасијама чији је власник Абрам Тарасов, Вигов рођени брат и Јосифов стриц. Џон побије Тарасовљеве људе у насилној одмазди, ком приликом Мустанг претрпи тешка оштећења, али одлучи да поштеди живот Тарасову "у име мира" и врати се кући, касније поново закопавши своје оружје под земљу.
Након што да Мустанга на поправку свом пријатељу Аурелију, власнику радионице за преправку и демонтажу украдених возила, Џона посећује шеф италијанске мафије Сантино Д'Антонио. Открива се да је, ради извршења свог "немогућег задатка", који му је омогућио да се повуче и ожени Хелен, Џон замолио Сантина за помоћ. Као облик уговора, Сантино је заклео Џона на "маркер", непрекршиво обећање симболизовано медаљоном "крвне заклетве". Сантино представи медаљон да би захтевао услуге од Џона, који одбија, рекавши да се повукао. У знак одмазде, Сантино уништи Џонову кућу.
Џон оде пешице до њујоршког хотела Континентал. Винстон, власник хотела, подсети Џона да ће, уколико не испоштује маркер, прекршити једно од два непрекршива правила подземља: без крви у просторијама Континентала и да сваки маркер мора да се испоштује. Џон невољно прихвати своју обавезу и оде на састанак са Сантином, који му додели задатак да убије његову сестру Ђану, како би преузео њено место у "Високом столу", дванаесточланом савету који чине високопрофилни мафијашки босови. Сантино пошаље Арес, своју нему телохранитељку, да надзире Џона.
У Риму, Џон се инфилтрира на Ђанину журку, приређену поводом њеног "крунисања", и нађе је у њеној гардеробној соби. Суочена са сигурном смрћу, Ђана одлучи да одузме себи живот пресецањем вена. Ставивши јој прст на пулс, Џон је додатно упуца у главу. Приликом изласка, Касијан, Ђаних телохранитељ, препозна Џона и, схвативши да је Џон послат да убије Ђану, нападне га. Џон побегне у катакомбе, где упадне у заседу Арес и Сантиновим људима. Након што побије већину његових људи, Касијан и даље покушава да убије Џона. Њихова напета битка бива прекинута када упадну у предворје римског хотела Континентал, који - попут њујоршког Континентала - забрањује "послове" (убиства) у својим просторијама. Након што двојац попије по пиће, Џон објасни зашто је морао да убије Ђану. Свеједно, Касијан се заклиње на освету због Ђаниног убиства, обећавши Џону брзу смрт, као знак професионалне учтивости.
Након што се Џон врати у Њујорк, Сантино отвори уговор на седам милиона долара за Џонову главу, под изговором крвне освете за сестрину смрт, пославши на њега велики број плаћених убица, који не успевају да га убију. Коначно, Џон и Касијан ступају у битку прса у прса, ком приликом Џон савлада и смртно рани Касијана, али га остави у животу из професионалне учтивости. Повређен и очајан, Џон затражи помоћ од шефа уличних дилера, званог "Краљ Бауерија", чији подређени залече ране Џону и одведу га до Сантинове локације. Џон побије Сантинове телохранитеље, а потом и Арес у борби ножевима, али Сантино успева да побегне у Континентал. Сантино самозадовољно стави до знања Винстону да намерава да заувек остане у његовом скровишту. Упркос Винстоновим упозорењима, Џон упуца Сантина у салону Континентала.
Следећег дана, Винстон пошаље свог рецепционара Шарона по Џона и објасни му да је, што се тиче "Високог стола", уговор за његову смрт удвостручен и понуђен широм света. Као последица убиства Сантина у просторијама Континентала, Винстон прогласи Џона "изопштеним" из Континентала, изгубивши приступ и привилегије на Континенталове криминалне ресурсе. Међутим, Винстон одложи објаву Џоновог изопштења на сат времена да би му обезбедио предност и пружи му маркер за будућу употребу. Пре одласка, Џон саветује Винстона да стави свакоме до знања да ће свако ко покуша да крене на њега бити убијен. Док Џон и његов пас трче кроз парк, десетине мобилних телефона око њега зазвоне, сигнализирајући да глобални уговор само што није ступио на снагу.

## Улоге
| Глумац            | Улога             |
| ----------------- | ----------------- |
| Кијану Ривс       | Џон Вик           |
| Комон             | Касијан           |
| Лоренс Фишберн    | Краљ Бовери       |
| Рикардо Скамарсио | Сантино Д'Антонио |
| Руби Роуз         | Арес              |
| Џон Легвизамо     | Аурелио           |
| Ијан Макшејн      | Винстон           |